# قلعه تاتسونو

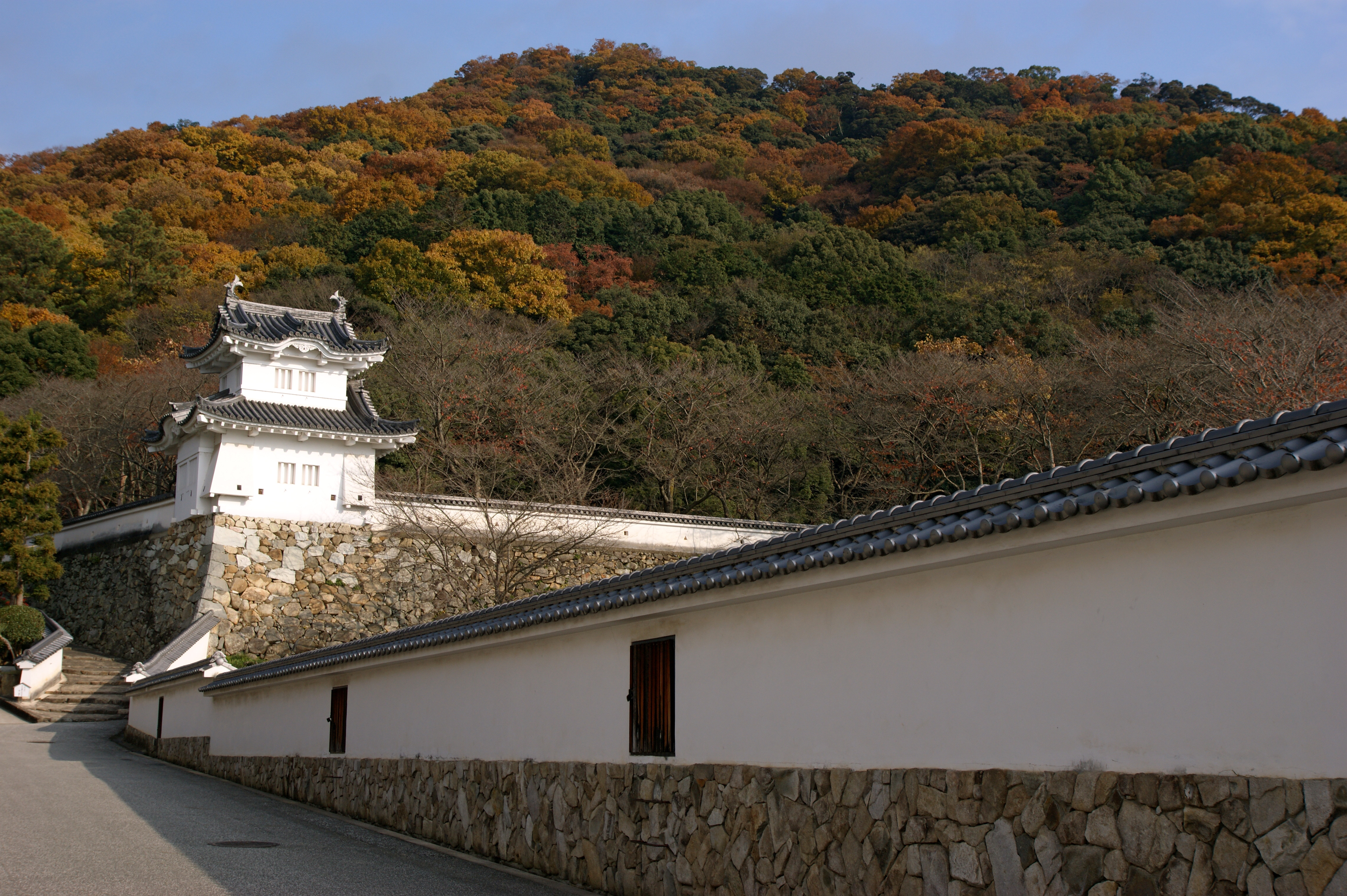

قلعه تاتسونو (به ژاپنی: 龍野城)، یک قلعه ژاپنی در شهر تاتسونو، هیوگو، استان هیوگو (نام قبلی ولایت هاریما) در ژاپن است.
در سال ۱۵۷۷، قلعه تسلیم شد و از خاندان آکاماتسو به تویوتومی هیده‌یوشی منتقل شد، پس از فتح هاریما، هیده یوشی قلعه هیمه‌جی را به عنوان پایگاه خود تأسیس کرد و هاچیسوکا ماساکاتسو را منصوب کرد.